# Abbaye de Zirc
L’abbaye de Zirc (en hongrois zirci apátság) est une abbaye cistercienne en activité, située dans la ville éponyme, au pied du massif du Bakony. Elle a connu deux sites successifs : le premier entre 1182 et 1527 ; le second, après la destruction ottomane et la reconquête hongroise, depuis 1659.

## Histoire

### Fondation
L'abbaye de Zirc est fondée, comme de nombreuses abbayes hongroises, à la demande de Béla III, qui fait venir des moines de Clairvaux en 1182.

### Jusqu'à l'invasion ottomane
L'invasion mongole à partir de 1241, ne touche que peu l'abbaye ; mais, désormais, les dons se tournent plus vers les ordres mendiants, et les abbayes cisterciennes stagnent. En 1357, une visite pastorale de l'abbé de Rein montre qu'il n'y a à Zirc, outre l'abbé, que six moines (les autres abbayes hongroises ne présentant guère meilleur visage). En 1411, le nouvel abbé de l'abbaye autrichienne propose des mesures de réforme pour toutes les abbayes hongroises, qui ne sont pas connues en détail. En 1478, la situation est à ce point critique que c'est le roi Matthias Ier qui demande à l'ordre cistercien d'envoyer des moines en renfort en Hongrie, ce que plusieurs abbayes allemandes font en 1480 ; mais cela n'enraie pas le déclin ; celui-ci est précipité après la bataille de Mohács : avec l'occupation ottomane en 1552, toutes les abbayes ferment et les moines fuient vers l'occident.

### La reconstruction

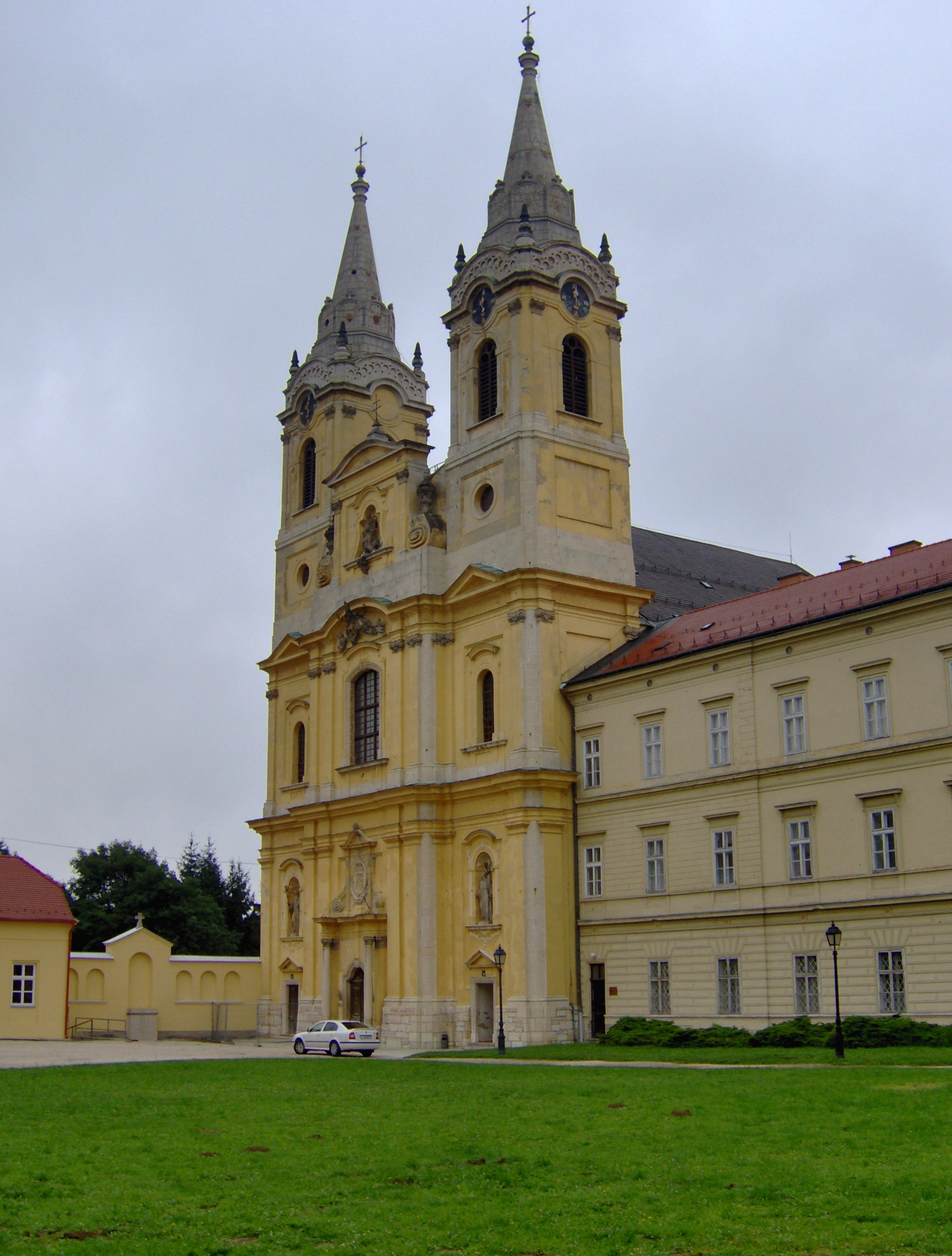
La nouvelle église abbatiale.

En 1659, l'abbé de Lilienfeld obtient le titre d'abbé de Zirc, ce qui lance officiellement le processus de reconstruction de l'abbaye. Un abbé hongrois, Márton Újfalusi, est ensuite nommé, mais il est tué en 1678 par des brigands, et l'abbaye de Lilienfeld se désintéresse peu à peu de la reconstruction de Zirc et transmet cette tâche à Kalert Henrik, abbé de Henryków, qui envoie un moine inspecter le site. Celui-ci apporte que les terres entourant le monastère sont de nature à faire vivre celui-ci sans difficulté. Deux moines allemands sont alors envoyés sur le site pour commencer les travaux, nombre qui monte à trois en 1726, quatre en 1733 et douze en 1750. L'ancienne abbaye n'était pas entièrement détruite, mais les cisterciens préfèrent la raser pour construire un tout nouvel édifice, qui est consacré le 4 juin 1752 par l'archevêque de Veszprém, Márton Padányi Biró.
Cependant, les travaux d'aménagement du monastère durent encore une dizaine d'années supplémentaires ; en 1798, à l'occasion du jubilé commun des sept cents ans de l'ordre cistercien et des six cents ans de la fondation de Zirc, le monastère compte vingt-huit moines dont onze d'origine hongroise. Les prêtres du monastère desservent les paroisses des villages environnants, dont les églises ont été d'ailleurs construites par l'abbaye.
La reconstruction des bâtiments est terminée à la fin du XVIIIe siècle, mais, juridiquement, l'abbaye est encore un prieuré dépendant de Henryków, et les moines hongrois y sont en minorité. À partir de 1814, à cause de la situation politique, Zirc redevient une abbaye à part entière. Antal Dréta y est le premier abbé, de 1814 à 1844. Il était déjà abbé commendataire de Pilis et de Pásztó depuis 1812.

### Zirc auXIXesiècle: une mission centrée sur l'enseignement

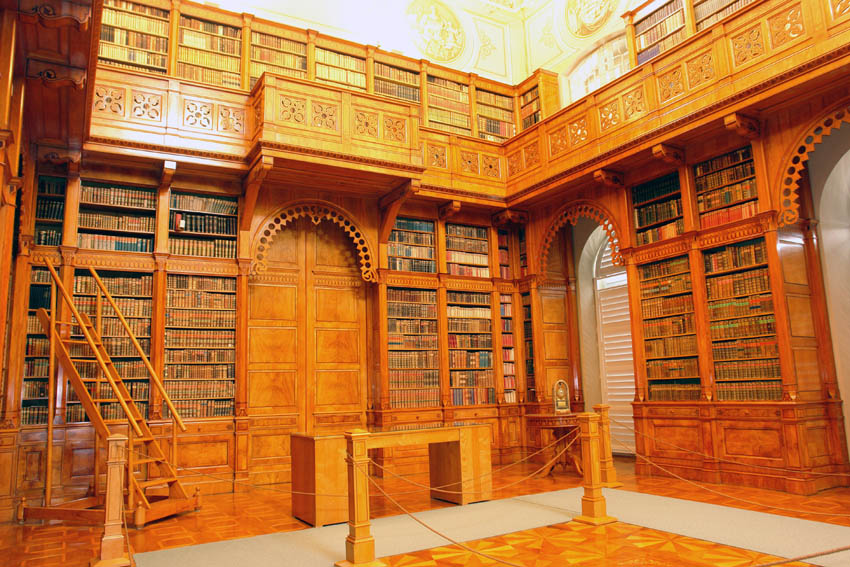
La bibliothèque de l'abbaye, construite au XIXe siècle.

L'expulsion des Jésuites en 1773 avait créé un manque dans le domaine de l'enseignement, cette congrégation œuvrant particulièrement dans ce domaine. L'abbaye de Zirc reprend donc à son compte cette mission à partir de son « émancipation » en 1814. L'abbaye s'agrandit en conséquence, de nombreux travaux ayant lieu sous l'abbatiat de Ferdinánd Villax, abbé de 1844 à 1857, permettant la création du deuxième étage ainsi que de toute l'aile ouest. Avec l'abbatiat de Remig Békefi, à partir de 1911, la vocation d'éducation de la branche hongroise de l'ordre cistercien s'affirme : une maison de formation est ainsi construite à Budapest, et Zirc devient de fait l'abbaye-mère de toutes les abbayes hongroises, et en particulier le noviciat de tous les moines cisterciens hongrois.
Cette primauté, ainsi que cette vocation spécifique, amènent le pape Pie XI à ériger la filiation de Zirc en congrégation cistercienne autonome, la congrégation cistercienne de Zirc (de), dont la constitution est approuvée par Pie XII en 1941. Ainsi approuvée, la vocation d'éducation des cisterciens s'amplifie sous l'abbatiat d'Adolf Werner (1924-1939), avec la construction d'écoles à Buda, Baja, Pécs et Székesfehérvár ; au début de la Seconde Guerre mondiale, les cisterciens sont directement responsables de l'éducation de 2 500 enfants. Leur développement interne en bénéficie : en 1950, l'abbaye de Zirc compte 192 moines et 45 novices.

### La fermeture et l'exil sous le communisme
À partir de 1945, avec l'instauration de la République populaire de Hongrie, toutes les terres de l'abbaye sont expropriées sans compensation ; en 1948, ce sont les écoles qui sont nationalisées ; Zirc se retrouve donc amputé de sa mission d'enseignement. Dès 1950, tous les monastères sont fermés ; l'abbé Vendel Endrédy est arrêté, torturé et condamné à quatorze ans de prison. Il est cependant libéré en 1956, après six années d'emprisonnement.
Les moines avaient cependant anticipé cette fermeture ; dès 1946, des contingents de moines sont envoyés aux États-Unis pour y fonder en sécurité des abbayes-filles. La première fondation est l'abbaye de Spring Bank, à Sparta, dans le Wisconsin. D'autres fondations suivent, notamment à Dallas.

### La renaissance de l'abbaye
À partir de 1989, le monachisme est à nouveau autorisé en Hongrie et l'abbaye de Zirc rouvre ses portes.

## L'abbaye

### Premier site
Il est probable qu'avant de s'établir à Zirc l'abbaye était située dans un autre lieu, probablement dans une vallée du massif de Bakony. Dans certains documents anciens, l'abbaye porte ce dernier nom, et ce n'est qu'après une bulle pontificale d'Innocent III, datée de 1198 et enjoignant au roi Imrede de favoriser le déplacement de l'abbaye, qu'on parle du monastère « de Zirc ».
De la première abbaye, il ne reste qu'une colonne de l'ancienne église abbatiale. Cependant, on connaît quelques détails de son aménagement. Ainsi, l'église abbatiale, de forme cistercienne (à chevet plat, avec deux chapelles donnant sur le transept de chaque côté du chœur), mesurait cinquante-six mètres de longueur, c'est-à-dire exactement les mêmes dimensions que celle de Pilis, Topusko (de) (« Toplica ») ou Cârța (« Kerc »).

### Second site

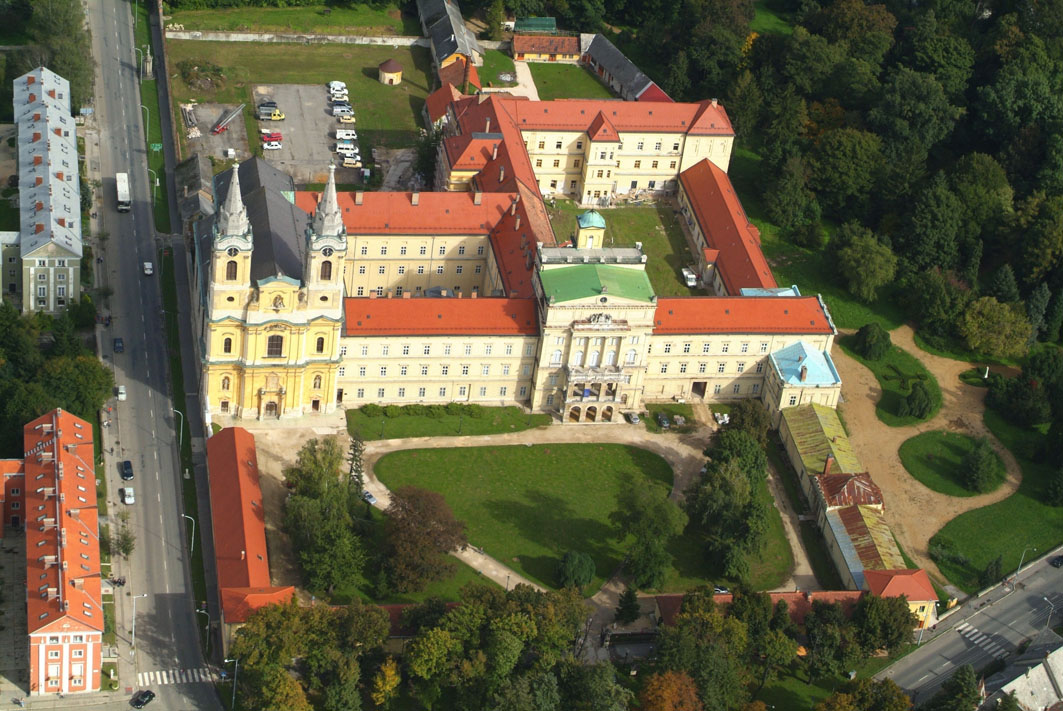
Autre vue aérienne du monastère.